# Das große Jagen

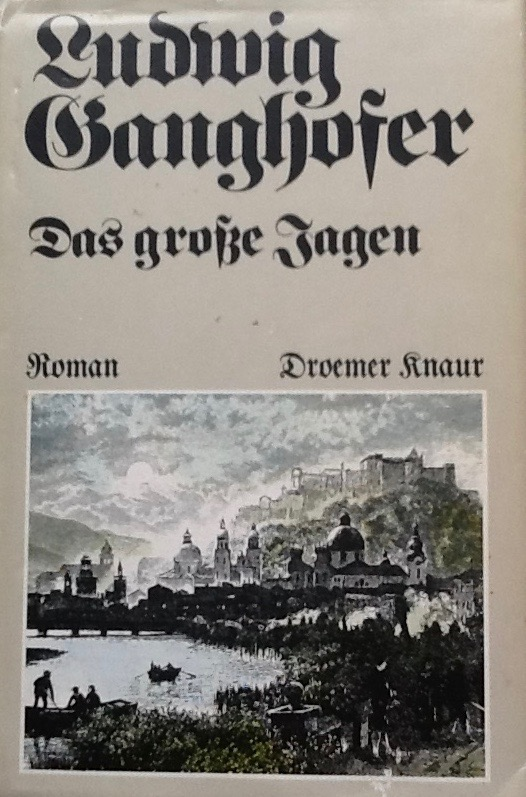
Ausgabe 1973

Das große Jagen ist ein historischer Roman von Ludwig Ganghofer, der im Berchtesgadener Land Anfang des achtzehnten Jahrhunderts spielt. Die Erstausgabe dieses letzten Romans von Ganghofer ist 1918 im Verlag Adolf Bonz in Stuttgart erschienen.

## Historischer Hintergrund
Der Roman spielt in den letzten Jahrzehnten der Gegenreformation und beschreibt das Schicksal der unter der Herrschaft des Fürstpropstes Cajetan Anton Notthafft von Weißenstein aus dem Berchtesgadener Land vertriebenen Protestanten. Nach dem Muster der Vertreibung der rund 30 000 Protestanten aus dem benachbarten Fürsterzbistum Salzburg, die aufgrund eines von Erzbischof Leopold Anton von Firmian erlassenen Emigrationspatentes ihre Heimat verlassen mussten, ordnete auch Cajetan Anton Notthafft von Weißenstein 1733 die Vertreibung der überwiegend dem Luthertum angehörenden Protestanten an. Die Vertriebenen bzw. Exulanten fanden dann zumeist im damaligen Königreich Preußen sowie in Kurhannover eine neue Bleibe. (Siehe hierzu auch den Abschnitt Gegenreformation, Vertreibungen und Emigration im Artikel zur Fürstpropstei Berchtesgaden)

## Inhalt
Die Hauptfiguren des Romans bilden der Klosterjäger Leupolt und Luisa, die Tochter des Bildhauers Nikolaus. Leutpolt ein überzeugter Anhänger des evangelisch-lutherischen Glaubens verliebt sich in Luisa, die durch klösterliche Erziehung fanatisch verblendet in Leutpolt zuerst nur den „lutherischen Ketzer“ sieht, jedoch trotzdem eine heftige Zuneigung zu diesem Mann empfindet. Deshalb muss Luisa einen heftigen inneren Gewissenskampf mit sich ausfechten der ihr eine Entscheidung zwischen ihrer Liebe zu Leupolt und den ihr im Kloster anerzogenen Lehren und Dogmatik der (damaligen) katholischen Kirche abringt.
Trotz einer von Hass und Verleumdung geprägten Zeit, die in ganz Berchtesgaden dominiert, findet der Autor auch hier Menschen die nach fast unüberwindlichen Hindernissen über das Gemeine triumphieren. Zu den positiven Gestalten gehört der emeritierte katholische Stadtpfarrer Ludwig, der seine Freunde, den jüdischen Arzt Simeon Lewitter, sowie Luises Vater – den Meister Nikolaus – der eine starke Affinität zum Protestantismus hat – vor den Schergen des Klosters (die sich selbst als „Soldaten Gottes“ bezeichnen), rettet. Mit dem Schicksal von Simon Lewitter, der durchweg positiv und sympathisch dargestellt wird, wird der Antisemitismus von Ganghofer eindeutig zurückgewiesen. Im Buch wird durch das Motto „Mensch bleiben“ die Toleranz zwischen den einzelnen Religionen immer wieder angemahnt.
Am Ende des Romans finden Leupolt und Luisa zueinander. Luisa entschließt sich mit Leupolt auszuwandern, wobei sie jedoch ihren katholischen Glauben beibehält. Viele der Hauptgestalten des Romans erleiden ein böses Schicksal, der Roman endet traurig und pessimistisch – da für die vertriebenen Auswanderer die alte Heimat für immer verloren ist.

## Einordnung
Das große Jagen ist der letzte von Ganghofers historischen Romanen. Ganghofer zeichnet hier ein Kultur- und Zeitbild aus dem achtzehnten Jahrhundert. Die Vertreibung und Verfolgung der Protestanten, aber auch der Hass gegenüber einer jüdischen Minderheit bilden den Mittelpunkt der Handlung. Der Autor hat sich in den Stoff eingearbeitet und bringt den historischen Hintergrund der Handlung dem Leser nahe. Historische Persönlichkeiten, wie der Führer der Salzburger Protestanten Joseph Schaitberger sowie der in preußischen Diensten stehende Carl Ludolph von Danckelmann, der in Regensburg als Präsident des Corpus Evangelicorum (dem die Wahrung der durch den Westfälischen Frieden gewährleisteten Rechte der Protestanten im Süden Deutschlands übertragen war) werden im Roman beschrieben. Als Begleiter Danckelmanns lässt Ganghofer einen jungen Oberst von Berg auftreten, bei dem es sich, ohne dass es explizit Erwähnung findet, um den inkognito reisenden preußischen Kronprinzen Friedrich, den späteren König Friedrich den Großen handelt. Berg alias Friedrich handelt in den letzten Kapiteln als Protagonist und führt die Berchtesgadener Exulanten als ihr lange erwarteter Heilsbringer in das Königreich Preußen.

## Sonstiges
Der Roman ist, wie alle Werke Ganghofers, seit seinem 70. Todestag 1990 nach deutschem Urheberrecht nicht mehr geschützt. Daher werden mehrere preisgünstige Printausgaben und elektronische Fassungen angeboten. Im Jahre 2005 wurde auch Das große Jagen aus Anlass des 150. Geburtstages des Schriftstellers von seinem Enkel Stefan Murr (* 1919, † 2008) sprachlich revidiert.

## Weblink
- Das große Jagen auf Literaturportal Bayern